# هاونر (اکلاهما)
هاونر(به انگلیسی: Heavener) شهری در ایالت اکلاهما کشور ایالات متحده آمریکا است که جمعیت آن در سرشماری سال ۲۰۱۰ میلادی، ۳٬۴۱۴ نفر بوده‌است.